# 79 Ceti b
79 Ceti b (también conocido como HD 16141 b) es un planeta extrasolar de la constelación de Cetus, que orbita la estrella 79 Ceti cada 75 días. Junto con HD 46375 b descubierto el 29 de marzo de 2000, fue el primer planeta extrasolar conocido con una masa mínima inferior a la de Saturno.